# Ambrož z Lamberka
Ambrož z Lamberka či z Lambergu (německy Ambros von Lamberg, † 1551, Salcburk) byl rakouský šlechtic z rodu Lambergů.

## Život
Narodil se jako syn zemského hejtmana v Kraňsku a plukovníka císařské armády Jiřího z Lamberka z mladší hlavní rodové linie z Orteneggu (dnes Ortnek ve Slovinsku) v Kraňském vévodství a jeho druhé manželky Marie Magdaleny z Thurnu/Della Torre.
Společně se svými pěti bratry Kryštofem, Josef, Kašparem, Melicharem a Wolfgangem byl v Praze diplomem ze 17. února 1544 od císaře Ferdinanda I. povýšen do panského stavu.
Jako několik jeho urozených současníků se Ambrož věnoval vědeckému bádání, dokončil teologická a politologická studia a v obou získal doktorát a ve své době byl považován za učeného teologa a historika. V roce 1550 se stal děkanem katedrály v Salcburku a jako schopný kanovník byl téhož roku vyslán na říšský sněm v Augsburgu, aby se zúčastnil jednání o náboženských otázkách vznesených Martinem Lutherem.
Ambrož z Lamberka zemřel v roce 1551 v Salcburku.